# هورایزن چایس: تور جهانی
هورایزن چایس: تورجهانی یک عنوان بازی ویدیویی مسابقه‌ای از فرنچایز هورایزن چایس است که توسط استودیو بازی آکوئیریس توسعه و منتشر شده‌است. این بازی در ۲۰ اوت ۲۰۱۵ برای پلتفرم‌های iOS و اندروید منتشر شد. این یک بازی سه بعدی است که از عناوین ۲ بعدی و ۱۶ بیتی الهام گرفته شده‌است. موسیقی متن آن دارای تأثیرات Nintendocore است.
در سال ۲۰۱۹، جانشینی به نام هورایزن چایس توربو برای ویندوز، پلی‌استیشن ۴، نینتندو سوییچ، ایکس‌باکس وان و پلی‌استیشن ویتا از طریق نسخه فیزیکی Play-Asia منتشر شد که یکی از آخرین نسخه‌ها برای سیستم است. دنباله دوم با عنوان Horizon Chase 2 برای Apple Arcade در ۶ سپتامبر ۲۰۲۲ و کنسول‌ها در سال ۲۰۲۳ عرضه.

## گیم پلی
در Horizon Chase، بازیکن باید مسابقات را در مسیرهای واقع در سراسر جهان انجام دهد. همین‌طور باید حواسش باشد که بنزین اتوموبیلش خالی نشود و بنزینش را از طریق آیتم‌هایی که در مرحله بازی قرار دارد پر کند. بازیکن همچنین باید برای باز کردن مسیرهای جدید، سکه‌ها را به عنوان ارز جمع‌آوری کند. بازیکن همچنین می‌تواند از تقویت کننده‌های نیترو برای افزایش سرعت ماشین خود استفاده کند. مانند یک مسابقه استاندارد، بازیکن هر مسابقه را از عقب شروع می‌کند و برای برنده شدن باید از حریفان سبقت بگیرد. اثرات مختلف آب و هوا و انواع مسیر می‌تواند بر هندلینگ و دشواری رانندگی تأثیر بگذارد.

## توسعه
موسیقی متن بازی توسط بری لیچ ساخته شده‌است که به دلیل کارش در تاپ گیر، یک بازی مسابقه ای که در سال ۱۹۹۲ برای سوپر نینتندو منتشر شد، با او تماس گرفته شد. موسیقی متن آن بازی در بین طرفداران برزیلی محبوب بود و منجر به مسابقه ریمیکس شد. ریمیکس‌ها بعداً به عنوان بخشی از موسیقی متن منتشر شدند و کاور آهنگ محبوب لاس وگاس از Top Gear به عنوان یک تخم مرغ عید پاک گنجانده شد.

## تخم مرغ عید پاک و چیزهای بی‌اهمیت
آهنگساز بازی همچنین با کمک تیم سازنده پیشنهاد ازدواج پنهانی را به دوست دختر دیرینه خود در بازی گنجاند که توسط طرفداران کشف شد اما تا زمانی که او آماده به اشتراک گذاشتن داستان شد مخفی ماند.

## دوره‌های آموزشی
کالیفرنیا
- دره مرگ
- سانفرانسیسکو
- پارک ملی سکویا
- لس آنجلس

 شیلی
- جزیره ایستر
- آتاکاما
- سانتیاگو
- ویاریکا

 برزیل
- چاپادا دیامانتینا
- برازیلیا
- نیتروی
- سالوادور

 آفریقای جنوبی
- ماداگاسکار
- کیپ تاون
- Die Uniegebou
- دره رودخانه بلاید

 یونان
- خلیج کوتور
- شهاب سنگ
- آکروپلیس
- سانتورینی

 ایسلند
- آبشار گلفوس
- ویدی
- ریکیاویک
- ایجافجالاجوکول

 امارات متحده عربی
- الغربیه قصر
- ابوظبی
- جزیره نخل
- دبی

 هند
- دره گلها
- معبد طلایی آمریستار
- تاج محل
- بنارس

 استرالیا
- ساحل برایتون
- اولورو
- سیدنی

 چین
- هنگ کنگ
- پکن
- دیوار بزرگ
- چنگدو

 ژاپن
- ساپورو
- توکیو
- کیوتو
- دره ایا

 هاوایی
- ساحل نا پالی
- مولوکینی
- هونولولو
- کیلاویا

 پلی‌نزی فرانسه
- پلینزی فرانسه

## امتیاز
Horizon Chase با امتیاز کلی ۸۸/۱۰۰ در متاکریتیک، نقدهای مثبتی دریافت کرد.
Carter Dodson از TouchArcade به بازی ۵/۵ ستاره داد و سبک بصری، موسیقی متن و کنترل‌های بازی را تحسین کرد و آن را «الگویی برای چگونگی نیاز سایر توسعه دهندگان به انجام بازی‌های الهام گرفته از یکپارچهسازی با سیستمعامل» نامید. هری اسلیتر از Pocket Gamer این بازی را ۹/۱۰ ارزیابی کرد و آن را «یک مسابقه آرکید درخشان و بی پروا که خیره کننده به نظر می‌رسد» نامید و گفت که گیم پلی آن به اندازه کافی خوب است که از ارائه آن پشتیبانی کند. او خاطرنشان کرد که بازی «گاهی اوقات کمی خنده دار» می‌شود، اگرچه آن را «نوعی بازی که خوشحال می‌شوید از آن عبور کنید» نامید. این سایت جایزه «طلا» را به این بازی اعطا کرد. تام کریستینسن از Gamezebo به بازی ۳٫۵/۵ ستاره داد و جلوه‌های بصری را «محکم» خواند و موسیقی متن را تحسین کرد، اما گفت که از سیستم کمکی چرخش خودکار که غیرممکن است خاموش شود، خوشش نمی‌آید، همچنین هوش مصنوعی را «غیرممکن سریع» و باز کردن قفل خواند. ماشین‌های جدید خیلی سخته